# Juego de Estrellas de las Grandes Ligas de Béisbol 2024
El Juego de las Estrellas de las Grandes Ligas de Béisbol de 2024 , presentado por Mastercard, fue el 94.º Juego de Estrellas de las Grandes Ligas de Béisbol. El partido se jugó entre la Liga Americana (AL) y la Liga Nacional (NL) el 16 de julio de 2024. El juego fue organizado por los Rangers de Texas de la AL en el Globe Life Field en Arlington, Texas. El mánager Torey Lovullo de los Diamondbacks de Arizona dirigió al equipo de la NL, mientras que el mánager Bruce Bochy de los Rangers de Texas dirigió al equipo de la AL, continuando la tradición de que los mánagers ganadores del banderín del año anterior liderarán sus respectivas ligas en el Juego de las Estrellas.
La Liga Americana derrotó a la Liga Nacional 5-3.

## Selección de anfitrión
El comisionado de las Grandes Ligas de Béisbol, Rob Manfred, le otorgó a los Texas Rangers la sede del juego el 17 de noviembre de 2022. Esta fue la segunda vez que los Rangers organizaron un Juego de Estrellas en la historia de la franquicia, habiéndolo hecho anteriormente en 1995 en The Ballpark en Arlington, que fue reconfigurado y rebautizado como Choctaw Stadium después de que los Rangers se mudarán al Globe Life Field en 2020. Además, este fue el primer Juego de Estrellas desde 1939 en ser organizado por los actuales campeones de la Serie Mundial.

## Selecciones de la lista
Las listas de jugadores titulares de posición de cada liga más el bateador designado (DH) se determinaron mediante votación de los fanáticos, que se llevó a cabo en dos fases. Desde 2022, el jugador con mayor número de votos en la primera fase de cada liga que recibió automáticamente un lugar en la alineación titular. Los dos jugadores con mayor número de votos en cada otra posición que no sea la de lanzador y el bateador designado avanzaron a la segunda fase de votación. Normalmente hay seis finalistas para las tres posiciones de jardinero en cada liga, excepto cuando un jardinero es el jugador con mayor número de votos, en cuyo caso hay cuatro finalistas para las dos posiciones de jardinero restantes. La votación no se transfiere entre fases.
La primera fase de votación se llevó a cabo del 5 al 27 de junio, y la segunda fase de votación se llevó a cabo del 30 de junio al 3 de julio. Toda la votación se llevó a cabo en línea, en MLB.com o a través de la aplicación de MLB. Los jugadores titulares, seleccionados mediante votación, se anunciaron el 3 de julio. Los jugadores de posición de reserva y todos los lanzadores, seleccionados "a través de las opciones de la 'Voto de Jugador' y las selecciones realizadas por la Oficina del Comisionado", se anunciaron el 7 de julio.
Los que más votos obtuvieron en cada liga durante la primera fase fueron Aaron Judge de los Yankees de Nueva York y Bryce Harper de los Phillies de Filadelfia. Judge recibió la mayor cantidad de votos durante la primera fase con 3.425.309 votos.

## Logotipo y uniformes
El logotipo del Juego de las Estrellas de 2024 presenta imágenes que representan la cultura y el orgullo de Texas. La tipografía se basa en la tipografía actual de los Rangers, y una estrella de cinco puntas en el medio de las palabras "ALL" y "STAR" simboliza el apodo de Texas de "Lone Star State". Dentro del logotipo hay un contorno de Texas junto con ilustraciones que eran símbolos de la cultura de Texas.
Los uniformes de la Liga Americana tenían una base de color arena con mangas de color rojo coral y puños de color azul claro. Las gorras eran de color rojo coral con un panel frontal de color arena, con el logo del equipo delante de rayas de color rojo coral y azul claro que conducían a una estrella plateada a la derecha. Los uniformes de la Liga Nacional tenían una base de color azul marino con mangas de color azul claro y puños de color rojo coral. Las gorras eran de color azul claro con un panel frontal de color azul marino, con el logo del equipo delante de rayas de color azul claro y rojo coral que conducían a una estrella plateada a la derecha. Ambos uniformes tenían el nombre completo de la liga en el frente, el logo del equipo del jugador en la manga izquierda y el logo del Juego de las Estrellas en la manga derecha.

## Listas de jugadores
| Posición | Jugador              | Equipo                | Juegos de estrellas |
| -------- | -------------------- | --------------------- | ------------------- |
| C        | William Contreras    | Milwaukee Brewers     | 2                   |
| 1B       | Bryce Harper †       | Philadelphia Phillies | 8                   |
| 2B       | Ketel Marte          | Arizona Diamondbacks  | 2                   |
| 3B       | Alec Bohm            | Philadelphia Phillies | 1                   |
| SS       | Trea Turner          | Philadelphia Phillies | 3                   |
| CF       | Jurickson Profar     | San Diego Padres      | 1                   |
| RF       | Fernando Tatís Jr. # | San Diego Padres      | 2                   |
| LF       | Christian Yelich     | Milwaukee Brewers     | 3                   |
| DH       | Shohei Ohtani        | Los Angeles Dodgers   | 4                   |

| Posición | Jugador               | Equipo               | Juegos de estrellas |
| -------- | --------------------- | -------------------- | ------------------- |
| C        | Will Smith            | Los Angeles Dodgers  | 2                   |
| 1B       | Pete Alonso           | New York Mets        | 4                   |
| 1B       | Freddie Freeman       | Los Angeles Dodgers  | 8                   |
| 2B       | Luis Arraez           | San Diego Padres     | 3                   |
| 3B       | Ryan McMahon          | Colorado Rockies     | 1                   |
| SS       | C. J. Abrams          | Washington Nationals | 1                   |
| SS       | Mookie Betts          | Los Angeles Dodgers  | 8                   |
| SS       | Elly De La Cruz       | Cincinnati Reds      | 1                   |
| OF       | Teoscar Hernández [J] | Los Angeles Dodgers  | 2                   |
| OF       | Jackson Merrill       | San Diego Padres     | 1                   |
| OF       | Heliot Ramos          | San Francisco Giants | 1                   |
| OF       | Bryan Reynolds        | Pittsburgh Pirates   | 2                   |
| DH       | Marcell Ozuna         | Atlanta Braves       | 3                   |

| Jugador                | Equipo                | Juegos de estrellas |
| ---------------------- | --------------------- | ------------------- |
| Kyle Finnegan [K]      | Washington Nationals  | 1                   |
| Max Fried [H]          | Atlanta Braves        | 2                   |
| Tyler Glasnow #        | Los Angeles Dodgers   | 1                   |
| Hunter Greene [B]      | Cincinnati Reds       | 1                   |
| Ryan Helsley #         | St. Louis Cardinals   | 2                   |
| Jeff Hoffman           | Philadelphia Phillies | 1                   |
| Shota Imanaga          | Chicago Cubs          | 1                   |
| Reynaldo López         | Atlanta Braves        | 1                   |
| Chris Sale #           | Atlanta Braves        | 8                   |
| Cristopher Sánchez [G] | Philadelphia Phillies | 1                   |
| Tanner Scott           | Miami Marlins         | 1                   |
| Paul Skenes            | Pittsburgh Pirates    | 1                   |
| Matt Strahm            | Philadelphia Phillies | 1                   |
| Ranger Suárez #        | Philadelphia Phillies | 1                   |
| Robert Suárez          | San Diego Padres      | 1                   |
| Logan Webb             | San Francisco Giants  | 1                   |
| Zack Wheeler           | Philadelphia Phillies | 2                   |

| Posición | Jugador               | Equipo              | Juegos de estrellas |
| -------- | --------------------- | ------------------- | ------------------- |
| DH       | Adley Rutschman       | Baltimore Orioles   | 2                   |
| 1B       | Vladimir Guerrero Jr. | Toronto Blue Jays   | 4                   |
| 2B       | José Altuve #         | Houston Astros      | 9                   |
| 3B       | José Ramírez          | Cleveland Guardians | 6                   |
| SS       | Gunnar Henderson      | Baltimore Orioles   | 1                   |
| CF       | Aaron Judge †         | New York Yankees    | 6                   |
| LF       | Steven Kwan           | Cleveland Guardians | 1                   |
| RF       | Juan Soto             | New York Yankees    | 4                   |
| DH       | Yordan Álvarez        | Houston Astros      | 3                   |

| Posición | Jugador               | Equipo              | Juegos de estrellas |
| -------- | --------------------- | ------------------- | ------------------- |
| C        | Salvador Pérez        | Kansas City Royals  | 9                   |
| 1B       | Josh Naylor           | Cleveland Guardians | 1                   |
| 2B       | Willi Castro [C]      | Minnesota Twins     | 1                   |
| 2B       | Marcus Semien [D]     | Texas Rangers       | 3                   |
| 3B       | Rafael Devers #       | Boston Red Sox      | 3                   |
| 3B       | Isaac Paredes         | Tampa Bay Rays      | 1                   |
| 3B       | Jordania Westburg [A] | Baltimore Orioles   | 1                   |
| SS       | Carlos Correa #       | Minnesota Twins     | 3                   |
| SS       | Corey Seager [I]      | Texas Rangers       | 5                   |
| SS       | Bobby Witt Jr.        | Kansas City Royals  | 1                   |
| OF       | Jarren Duran          | Boston Red Sox      | 1                   |
| OF       | Riley Greene          | Texas Rangers       | 1                   |
| OF       | Antonio Santander [E] | Baltimore Orioles   | 1                   |
| OF       | Kyle Tucker #         | Houston Astros      | 3                   |
| DH       | David Fry             | Cleveland Guardians | 1                   |

| Jugador          | Equipo              | Juegos de estrellas |
| ---------------- | ------------------- | ------------------- |
| Tyler Anderson   | Los Angeles Angels  | 2                   |
| Corbin Burnes    | Houston Astros      | 4                   |
| Emmanuel Clase   | Cleveland Guardians | 3                   |
| Garrett Crochet  | Chicago White Sox   | 1                   |
| Logan Gilbert #  | Seattle Mariners    | 1                   |
| Clay Holmes      | New York Yankees    | 2                   |
| Tanner Houck     | Boston Red Sox      | 1                   |
| Seth Lugo        | Kansas City Royals  | 1                   |
| Masón Miller     | Oakland Athletics   | 1                   |
| Andrés Muñoz [F] | Seattle Mariners    | 1                   |
| Cole Ragans      | Kansas City Royals  | 1                   |
| Tarik Skubal     | Detroit Tigers      | 1                   |
| Kirby Yates      | Texas Rangers       | 2                   |

† Indica el jugador que obtuvo más votos en cada liga